# Chessable Masters
Chessable Masters là giải đấu thứ 3 và là giải Thường thứ 2 của tour giải cờ nhanh trị giá hơn 1,6 triệu đô la Meltwater Champions Chess Tour 2021. Tổng số tiền thưởng của giải đấu là 100.000$.

## Thể thức
Giống như các giải đấu khác trong chuỗi giải đấu này, Chessable Masters chơi theo thể thức cờ nhanh, mỗi ván đấu 15 phút + 10 giây tích lũy. Mỗi giải gồm 16 kỳ thủ (riêng giải Airthings Masters là 12 kỳ thủ), thi đấu vòng bảng vòng tròn một lượt chọn ra 8 kỳ thủ đánh loại trực tiếp.
Ở vòng loại trực tiếp, việc phân cặp theo thứ tự vòng bảng: 1-8 và 4-5 chung nhánh bán kết, 2-7 và 3-6 nhánh còn lại. Mỗi trận đấu gồm 2 trận đấu nhỏ, mỗi trận đấu nhỏ có 4 ván cờ nhanh. Ở trận đấu nhỏ, nếu ai đạt được từ 2½ điểm trở lên được tính là thắng, nếu hòa 2–2 tính là hòa. Kết quả trận đấu là kết quả 2 trận đấu nhỏ. Nếu hai trận đấu nhỏ có kết quả hòa (hòa cả hai trận hoặc mỗi người thắng một trận) thì sẽ có hai ván cờ chớp 5 phút + 3 giây để phân định thắng thua. Nếu sau hai ván cờ chớp vẫn hòa sẽ có một ván Armageddon: bên trắng có 5 phút, bên đen 4 phút nhưng hòa thì đen thắng. Người có thứ hạng cao hơn ở vòng bảng sẽ được chọn màu quân ở ván đấu này.
Các giải đấu đều thi đấu trên nền tảng Chess24.com, là một trong những trang web hàng đầu về cờ vua mà công ty của vua cờ Magnus Carlsen đã sở hữu trước đó.

## Lịch thi đấu
| Vòng (giai đoạn)                | Thời gian                        |
| ------------------------------- | -------------------------------- |
| Cả giải đấu                     | 31 tháng 7 - 8 tháng 8, 2021     |
| Vòng bảng                       | 31 tháng 7, 1 và 2 tháng 8, 2021 |
| Vòng tứ kết                     | 3 và 4 tháng 8, 2021             |
| Vòng bán kết                    | 5 và 6 tháng 8, 2021             |
| Chung kết và Trận tranh hạng ba | 7 và 8 tháng 8, 2021             |

## Vòng bảng
Giải này là lần thứ 2 Tour mời kì thủ nữ (Cư và Humpy). Lần đầu tiên và duy nhất một giải của Tour không có Carlsen do tham dự FIDE World Cup 2021, nhờ đó So phô trương sức mạnh với vị trí đầu bảng với thành tích bất bại, lập kỉ lục số điểm ghi được ở vòng bảng là 11/15.
| TT | Kỳ thủ                | Elo  | Thắng | Hòa | Thua | Điểm | Đối đầu | Ván thắng |
| -- | --------------------- | ---- | ----- | --- | ---- | ---- | ------- | --------- |
| 1  | Wesley So             | 2778 | 7     | 8   | 0    | 11   |         |           |
| 2  | Levon Aronian         | 2782 | 8     | 5   | 2    | 10½  | ½       | 8         |
| 3  | Alireza Firouzja      | 2754 | 7     | 7   | 1    | 10½  | ½       | 7         |
| 4  | Hikaru Nakamura       | 2836 | 6     | 9   | 0    | 10½  | ½       | 6         |
| 5  | Vladislav Artemiev    | 2755 | 6     | 7   | 2    | 9½   |         |           |
| 6  | Lê Quang Liêm         | 2715 | 4     | 10  | 1    | 9    | 1       |           |
| 7  | Shakhriyar Mamedyarov | 2727 | 4     | 10  | 1    | 9    | 0       |           |
| 8  | Jorden van Foreest    | 2563 | 4     | 9   | 2    | 8½   |         |           |
| 9  | Adhiban Baskaran      | 2626 | 5     | 4   | 6    | 7    | 1       |           |
| 10 | Eduardo Iturrizaga    | 2646 | 4     | 6   | 5    | 7    | 0       |           |
| 11 | Aryan Tari            | 2531 | 3     | 7   | 5    | 6½   |         |           |
| 12 | Pentala Harikrishna   | 2705 | 3     | 6   | 6    | 6    |         |           |
| 13 | David Antón Guijarro  | 2632 | 4     | 5   | 6    | 5½   |         |           |
| 14 | Cư Văn Quân           | 2610 | 3     | 5   | 7    | 5    |         |           |
| 15 | Abhimanyu Mishra      | N/A  | 1     | 3   | 11   | 2½   |         |           |
| 16 | Koneru Humpy          | 2483 | 0     | 4   | 11   | 2    |         |           |

## Vòng loại trực tiếp
Liêm gây bất ngờ khi đánh bại Firouzja và Aronian nhưng không thể thắng So trận chung kết. Đây là lần thứ 3 So thắng giải trong Tour.
|  | Tứ kết | Tứ kết                | Tứ kết | Tứ kết             | Tứ kết |    |               | Bán kết       | Bán kết            | Bán kết | Bán kết | Bán kết |                       |                       | Chung kết             | Chung kết             | Chung kết             | Chung kết | Chung kết |  |
|  |        |                       |        |                    |        |    |               |               |                    |         |         |         |                       |                       |                       |                       |                       |           |           |  |
|  | 1      | Wesley So             | 2      | 2½                 |        |    |               |               |                    |         |         |         |                       |                       |                       |                       |                       |           |           |  |
|  | 1      | Wesley So             | 2      | 2½                 |        |    |               |               |                    |         |         |         |                       |                       |                       |                       |                       |           |           |  |
|  | 8      | Jorden van Foreest    | 2      | ½                  |        |    |               |               |                    |         |         |         |                       |                       |                       |                       |                       |           |           |  |
|  | 8      | Jorden van Foreest    | 2      | ½                  |        | 1  | Wesley So     | 2½            | 2                  |         |         |         |                       |                       |                       |                       |                       |           |           |  |
|  |        |                       |        |                    |        | 1  | Wesley So     | 2½            | 2                  |         |         |         |                       |                       |                       |                       |                       |           |           |  |
|  |        |                       | 5      | Vladislav Artemiev | 1½     | 2  |               |               |                    |         |         |         |                       |                       |                       |                       |                       |           |           |  |
|  | 5      | Vladislav Artemiev    | 5      | Vladislav Artemiev | 1½     | 2  | 2             | 2             | 2                  |         |         |         |                       |                       |                       |                       |                       |           |           |  |
|  | 5      | Vladislav Artemiev    |        |                    |        |    |               |               |                    |         |         |         |                       |                       |                       |                       |                       |           |           |  |
|  | 4      | Hikaru Nakamura       | 2      | 1                  | 1      |    |               |               |                    |         |         |         |                       |                       |                       |                       |                       |           |           |  |
|  | 4      | Hikaru Nakamura       | 2      | 1                  | 1      |    | 6             | Lê Quang Liêm | ½                  | 2       |         |         |                       |                       |                       |                       |                       |           |           |  |
|  |        |                       |        |                    |        |    |               |               |                    |         |         |         |                       |                       |                       |                       |                       |           |           |  |
|  |        |                       | 1      | Wesley So          | 2½     | 2  |               |               |                    |         |         |         |                       |                       |                       |                       |                       |           |           |  |
|  | 3      | Alireza Firouzja      | 1      | Wesley So          | 2½     | 2  | 1             | 0             |                    |         |         |         |                       |                       |                       |                       |                       |           |           |  |
|  | 3      | Alireza Firouzja      |        |                    |        |    | 1             | 0             |                    |         |         |         |                       |                       |                       |                       |                       |           |           |  |
|  | 6      | Lê Quang Liêm         | 3      | 2                  |        |    |               |               |                    |         |         |         |                       |                       |                       |                       |                       |           |           |  |
|  | 6      | Lê Quang Liêm         | 3      | 2                  |        | 6  | Lê Quang Liêm | 3             | 1½                 | 2       |         |         | Tranh huy chương đồng | Tranh huy chương đồng | Tranh huy chương đồng | Tranh huy chương đồng | Tranh huy chương đồng |           |           |  |
|  |        |                       |        |                    |        | 6  | Lê Quang Liêm | 3             | 1½                 | 2       |         |         |                       |                       |                       |                       |                       |           |           |  |
|  |        |                       | 2      | Levon Aronian      | 1      | 2½ | 1             |               |                    |         |         |         |                       |                       |                       |                       |                       |           |           |  |
|  | 7      | Shakhriyar Mamedyarov | 2      | Levon Aronian      | 1      | 2½ | 1             | ½             | 1                  |         |         |         | 2                     | Levon Aronian         | 2                     | 2½                    |                       |           |           |  |
|  | 7      | Shakhriyar Mamedyarov |        |                    |        |    |               |               |                    |         |         |         | 2                     | Levon Aronian         | 2                     | 2½                    |                       |           |           |  |
|  | 2      | Levon Aronian         | 2      | 2                  |        |    |               | 5             | Vladislav Artemiev | 2       | ½       |         |                       |                       |                       |                       |                       |           |           |  |

## Kết quả chung cuộc
| Thứ hạng | Kỳ thủ             | Điểm | Tiền thưởng |
| -------- | ------------------ | ---- | ----------- |
| Vô địch  | Wesley So          | 50   | 30 000$     |
| Á quân   | Lê Quang Liêm      | 28   | 15 000$     |
| Hạng ba  | Vladislav Artemiev | 19   | 8 500$      |
| Hạng tư  | Levon Aronian      | 18   | 6 500$      |